# John Cooper (konstruktor samochodów)
John Cooper  (ur. 17 lipca 1923 w Kingston upon Thames, zm. 24 grudnia 2000) – brytyjski konstruktor samochodów, współzałożyciel przedsiębiorstwa Cooper Car Company.

## Życiorys
John Cooper był synem mechanika, Charlesa Coopera. Po kilkakrotnym niezdawaniu do następnych klas w wieku 15 lat opuścił szkołę i został narzędziowcem w przedsiębiorstwie ojca, zajmującym się remontowaniem samochodów wyścigowych. Projektował on różnego rodzaju narzędzia, przydatne nie tylko mechanikom ojca, ale i wojsku (w czasie II wojny światowej wykonywał narzędzia dla RAF).
Po wojnie John i Charles Cooperowie rozpoczęli produkcję niedrogich samochodów wyścigowych z silnikami centralnymi (z początku pochodziły one z motocykli) umieszczonymi za plecami kierowcy, a w roku 1948 założyli przedsiębiorstwo Cooper Car Company. Przedsiębiorstwo to zaczęło później produkować bolidy Formuły 2 i Formuły 1. W latach 1959-1960 zespół Cooper został mistrzem świata konstruktorów. Samochody Cooper były także wystawiane do wyścigów Indianapolis 500.
Dzięki swej potędze przedsiębiorstwa takie jak Ferrari czy Maserati zaczęły pokonywać Coopera. Wtedy John Cooper przerobił samochód Mini na rajdową wersję o nazwie Mini Cooper, który w latach 60. był czołowym samochodem rajdowym świata.
Za zasługi dla brytyjskiego sportu motorowego John Cooper został odznaczony Orderem Imperium Brytyjskiego. Zmarł w 2000 roku.